# Geografia w Szkole
Geografia w Szkole – dwumiesięcznik (w latach 2001–2002 kwartalnik) dla nauczycieli geografii, ukazujący się w Warszawie od stycznia 1948.
Początkowo wydawany przez Państwowe Zakłady Wydawnictw Szkolnych (PZWS). Treść czasopisma obejmuje głównie szeroko rozumiane zagadnienia związane z dydaktyką geografii oraz współczesnymi problemami nauk geograficznych. Cennymi materiałami są publikowane gotowe scenariusze lekcji opracowane przez doświadczonych nauczycieli, metodyków oraz dydaktyków geografii.

## Historia
- styczeń 1948 – ukazał się pierwszy numer „Geografii w Szkole”, pierwszym wydawcą zostały Państwowe Zakłady Wydawnictw Szkolnych
- styczeń 1974 – wydawcą zostały Wydawnictwa Szkolne i Pedagogiczne
- styczeń 2001 – „Geografia w Szkole” zaczęła się ukazywać jako kwartalnik
- styczeń 2003 – pismo ponownie zaczęło się ukazywać jako dwumiesięcznik
- styczeń 2006 – wydawcą został Dr Josef Raabe Spółka Wydawnicza
- styczeń 2012 – redaktor naczelną została Aleksandra Konczewska, zastępując na tym stanowisku długoletniego redaktora naczelnego, Floriana Plita (autora podręczników do geografii)
- wrzesień 2014 – wydawcą została Agencja AS Józef Szewczyk
- maj 2015 – redaktorem naczelnym został Józef Szewczyk